# Rumbai Bukit
Rumbai Bukit is een bestuurslaag in het regentschap Pekanbaru van de provincie Riau, Indonesië. Rumbai Bukit telt 7752 inwoners (volkstelling 2010).